# Mariya Nishiuchi
Mariya Nishiuchi (jap. 西内 まりや Nishiuchi Mariya; ur. 24 grudnia 1993 w Chūō) – japońska modelka, aktorka i piosenkarka. W 2007 roku zadebiutowała jako ekskluzywna modelka magazynu „nicola”, swój aktorski debiut zaliczyła w dramie „Seigi no Mikata” w 2008 roku, a w sierpniu 2014 roku zadebiutowała jako piosenkarka utworem „Love Evolution”. Jest młodszą siostrą modelki, aktorki i członkini BeForU Hiromi Nishiuchi.

## Filmografia

### Drama
| Rok       | Tytuł                                   | Rola                | Stacja telewizyjna | Uwagi       | Przy.  |
| --------- | --------------------------------------- | ------------------- | ------------------ | ----------- | ------ |
| 2008      | Seigi no Mikata                         | Tomoka Moriyama     | NTV                |             | [ 3 ]  |
| 2008      | Scrap Teacher: Kyōshi saisei            | Mariya Ueno         | NTV                |             | [ 4 ]  |
| 2011-2013 | Switch Girl!!                           | Nika Tamiya         | Fuji TV            | Główna rola | [ 5 ]  |
| 2012      | Great Teacher Onizuka                   | Miki Katsuragi      | Kansai             |             | [ 6 ]  |
| 2013      | Yamada-kun to 7-nin no majo             | Urara Shiraishi     | Fuji TV            | Główna rola | [ 7 ]  |
| 2014      | Smoking Gun ~Ketteiteki Shōko~          | Sakurako Ishinomaki | Fuji TV            |             | [ 8 ]  |
| 2015      | Hotel Concierge                         | Tōko Amano          | TBS                | Główna rola | [ 9 ]  |
| 2015      | Kabukimono Keiji                        | Sano Maeda          | NHK                |             | [ 10 ] |
| 2017      | Totsuzen Desu ga, Ashita Kekkon Shimasu | Asuka Takanashi     | Fuji TV            | Główna rola | [ 11 ] |
| 2021      | Nagi reżyser                            | Sayaka              | Netflix            | Sezon 2     | [ 12 ] |
| 2024      | Korosenakatta Tsuma                     |                     |                    | Główna rola | [ 13 ] |

### Filmy
| Rok  | Tytuł              | Rola          | Uwagi       | Przy.  |
| ---- | ------------------ | ------------- | ----------- | ------ |
| 2008 | Złoty kompas       | Lyra Belacqua | Dubbing     | [ 14 ] |
| 2012 | One Piece Film: Z  | Marin         | Głos        | [ 15 ] |
| 2015 | Reintsurī no Kuni  | Rika Hitomi   | Główna rola | [ 16 ] |
| 2016 | Cutie Honey: Tears | Cutie Honey   | Główna rola | [ 17 ] |

## Dyskografia

### Single
| Tytuł                | Data wydania     | Najwyższa pozycja |
| Tytuł                | Data wydania     | JPN (Oricon)      |
| -------------------- | ---------------- | ----------------- |
| „Love Evolution”     | 20 sierpnia 2014 | 19                |
| „7 Wonders”          | 28 stycznia 2015 | 13                |
| „Arigatō Forever...” | 6 maja 2015      | 10                |
| „Save Me”            | 28 stycznia 2015 | 16                |
| „Chu Chu / Hello”    | 25 maja 2016     | 18                |
| „Believe”            | 8 września 2016  | 11                |
| „Motion”             | 24 lutego 2017   | 18                |